# Keuruu
Keuruu [ˈkeu̯ruː] (schwedisch Keuru) ist eine Stadt mit 9250 Einwohnern (Stand 31. Dezember 2022) in Mittelfinnland. Sie liegt 50 Kilometer westlich der Großstadt Jyväskylä.

## Lage
Im Stadtzentrum leben rund 8000 Einwohner. Es erstreckt sich über vier mit Brücken verbundene Inseln am Nordufer des Sees Keurusselkä. Daneben zählen zur Stadt der 1969 eingemeindete Ort Pihlajavesi sowie die verstreut liegenden Siedlungen Ampiala, Jukojärvi, Kivijärvi, Liesjärvi, Loila, Pohjoislahti, Suojärvi, Suolahti und Valkealahti. Das Bahnhofsdorf Haapamäki ist Ausgangspunkt von drei Bahnlinien (nach Jyväskylä im Süden, Seinäjoki im Westen und Iisalmi im Osten) und somit als Umsteigebahnhof im finnischen Bahnnetz von einiger Bedeutung.

## Geschichte
Eine feste Besiedlung der Gegend um Keuruu erfolgte etwa ab 1560, in der Folge war es zwischen den Kirchspielen Pirkkala und Ruovesi aufgeteilt. Seit 1628 ist Keuruu eine eigenständige Kirchengemeinde mit eigener Pfarrei. Nachdem die Orte Multia und Pihlajavesi sich von Keuruu abtrennten, kam Pihlajavesi 1969 wieder dazu. In den 1970er Jahren sollte Keuruu eine Gemeinde werden. Dies verzögerte sich und so erfüllte Keuruu 1986 sogar die Kriterien für eine Stadt.
Seit 1967 befand sich ein Teil der finnischen Streitkräfte in Keuruu. Das Pionierregiment bildete jährlich etwa tausend Wehrpflichtige in den Bereichen Pionier und Naturschutz aus. Es umfasste 250 Mannschaften und wurde Ende 2014 aufgelöst. Die letzten Rekruten traten im Januar 2014 in Dienst.

## Sehenswürdigkeiten
Die alte hölzerne Kirche von Keuruu wurde 1756–59 von Antti Hakola erbaut, ist aber seit der Weihe der neuen Ziegelsteinkirche 1892 außer Gebrauch und fungiert derzeit als Museum.
Der Keuruu-Markt ist jeden Sommer ein beliebtes Sommerereignis an dem sogar Matti Nykänen teilnahm.
Camping ist am Ufer von Keurusselä, etwa 3,5 km vom Zentrum von Keuruu, möglich. Neben dem Campingplatz befindet sich das Wohngebiet Nyyssänniemi mit einem Minigolf- und einem Discgolf-Platz sowie einem Spielplatz und einem Fußballplatz.
2017 initiierte Keuruu zusammen mit Unternehmern aus Keuruu und der Stadt eine eigene GoKeuruu-Mobilanwendung, die sowohl Anwohnern als auch Touristen hilft, das Angebot von Keuruu kennenzulernen.

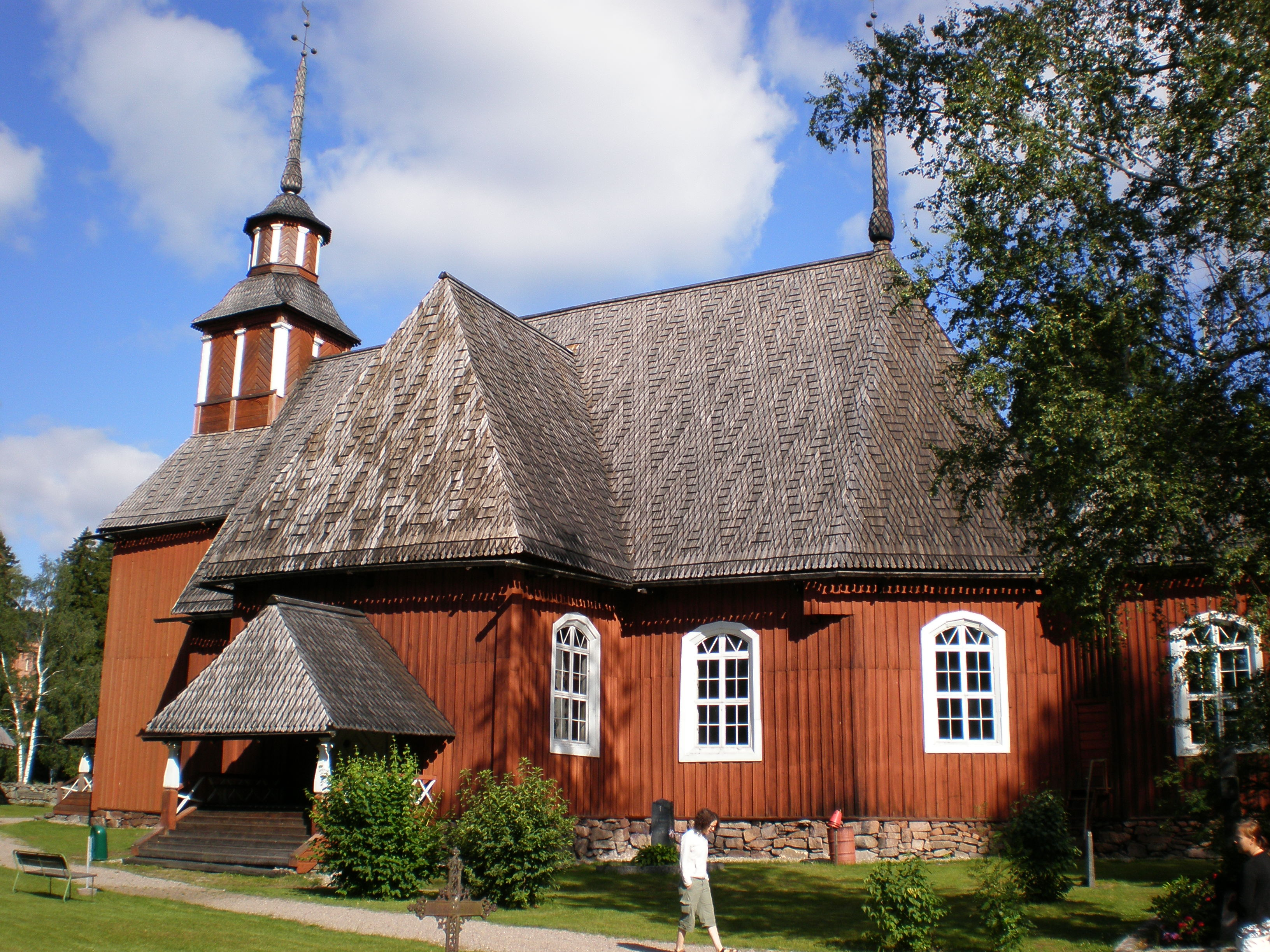
Alte Kirche
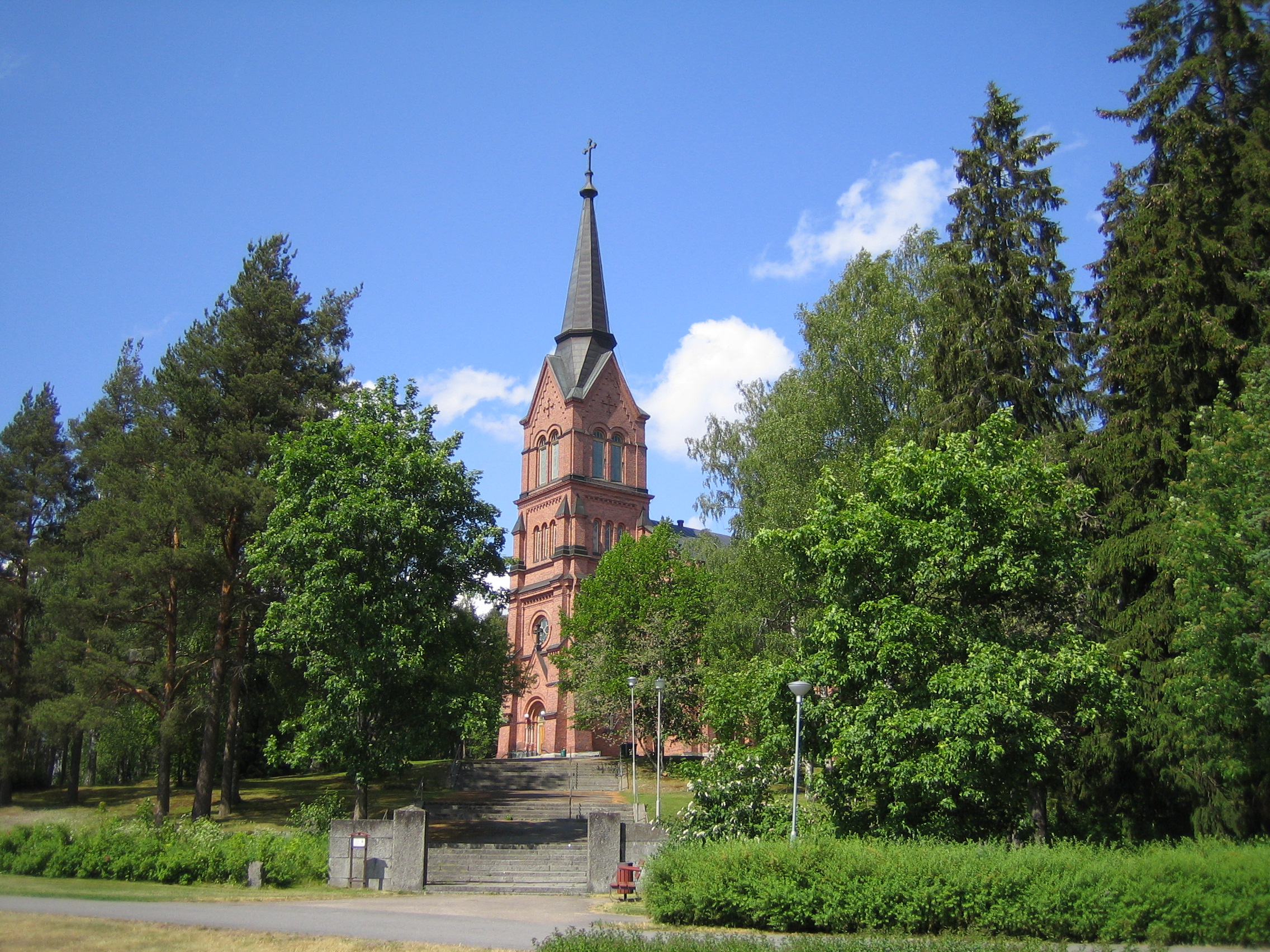
Heutige Pfarrkirche
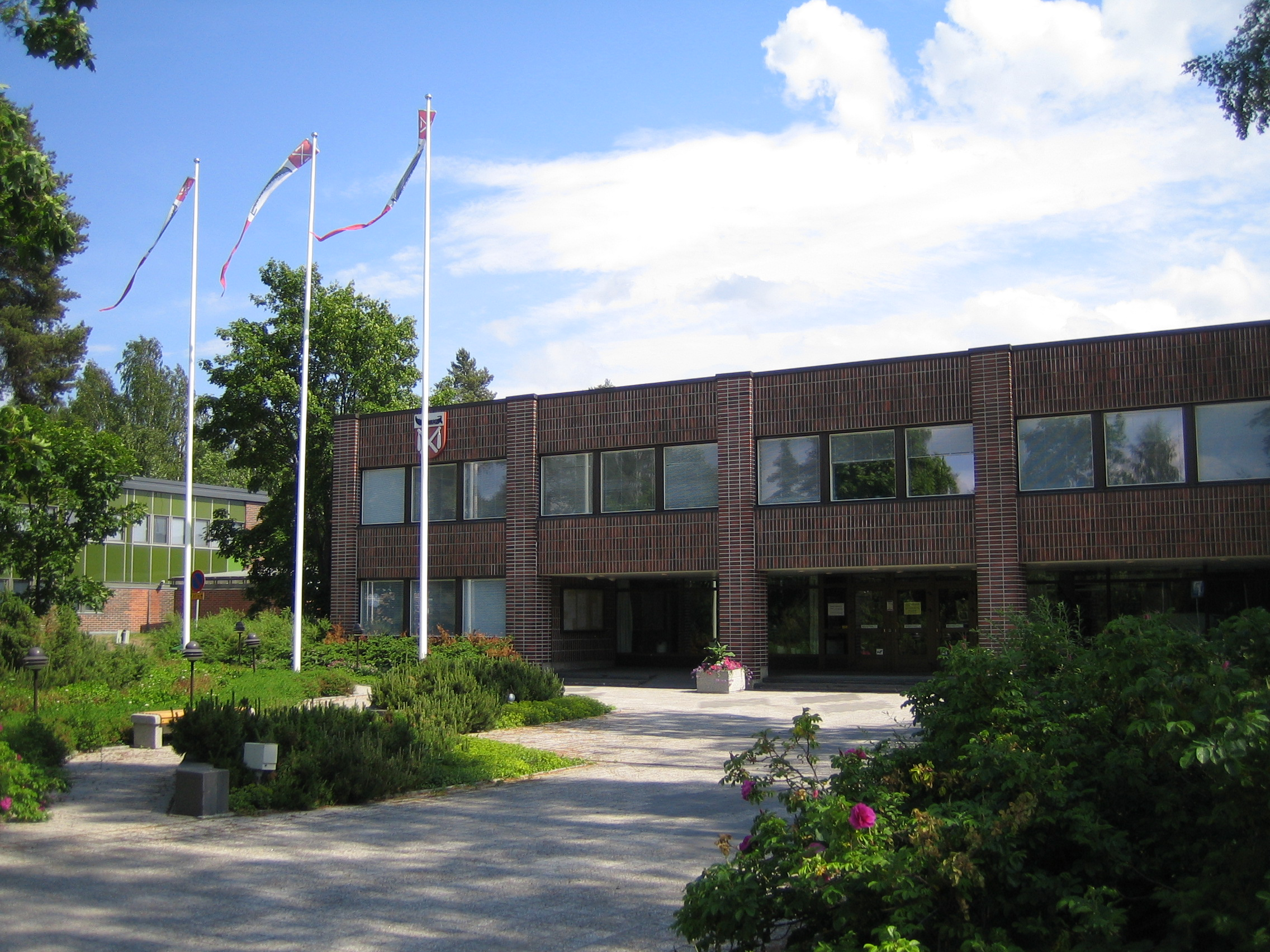
Rathaus
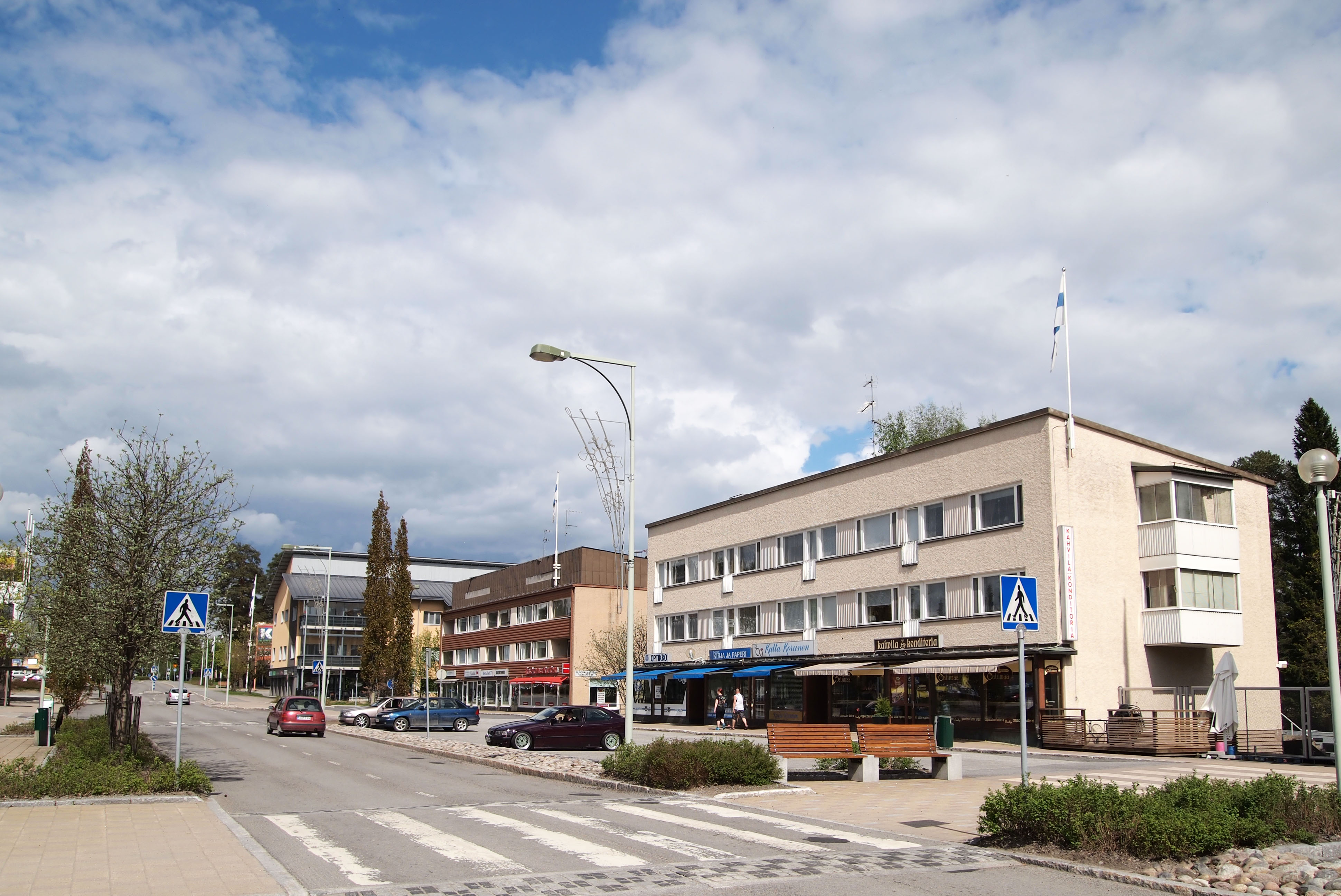
Hauptstraße

## Politik
Die Organisation der Stadt Keuruu besteht aus einer „Personalorganisation“ und einer „Treuhänderorganisation“.
Die Personalorganisation ist zuständig für die Vorbereitung von Angelegenheiten und die Umsetzung von Entscheidungen sowie für die praktische operative Tätigkeit. Die Amtsträger haben gemäß den Governance-Regeln auch unabhängige Entscheidungsbefugnisse. Der Kooperationsausschuss fungiert als Kooperationsorgan zwischen Arbeitgeber und Personal.
Die Treuhandorganisation übt politische Entscheidungsbefugnisse aus und umfasst den Rat, die Stadtverwaltung und die Vorstände. Die höchste Entscheidungsgewalt liegt beim Stadtrat. Der Rat delegiert seine Befugnisse durch Verwaltungsvorschriften an Amtsträger und andere Institutionen und Treuhänder der Gemeinde.
Für die aktuelle Legislaturperiode von 2021–2025 gibt es 31 Ratsmitglieder im Stadtrat von Keuruu. Sie setzen sich zusammen aus 8 Vertretern der SPD und ebensovielen Mitgliedern von der Zentrumspartei (KESK). Von den Christdemokraten (IOC) befinden sich 5 Vertreter im Stadtrat und ebenso viele der Partei der Wahren Finnen (PS). Die lokale Wählerliste (Keuruun Sitoutumattomien Kunnallisjärjestö ry:n yhteislista) ist mit 3 Mitgliedern vertreten, der Grüne Bund (VIHR) mit 2 Ratsmitgliedern und eine bevollmächtigte Person vertritt die Linkspartei (VAS).
Keuruu unterhält Städtepartnerschaften zu folgenden Orten:
- Tingsryd, Schweden (seit 1974)
- Solrod, Dänemark (1982)
- Szarvas, Ungarn (1983)
- Skaun, Norwegen (1984)
- Uglitsch, Russland (1988)

## Persönlichkeiten
- Kalevi Sorsa (1930–2004), Politiker und Ministerpräsident
- Salla Sipponen (* 1995), Diskuswerferin